# 水川美南
水川 美南 (みずかわ みなみ、1月30日生)は、日本のモデル、タレント、ラジオパーソナリティ。福岡県春日市出身。

## 概要
立命館アジア太平洋大学在学中より芸能活動を開始した。2010年代から複数の国内外のミスコンテストに出場し、グランプリや各賞を受賞している。また、2020年には女性起業家を対象としたミスコンテスト「Miss Viviana Japan」を設立し、主宰者として活動している。

## 経歴
福岡県立筑紫高等学校を卒業後、立命館アジア太平洋大学アジア太平洋学部へ進学。在学中から芸能活動を始め、ミスコンやモデルとしての活動を開始した。

## 主な出場歴・受賞歴
- 2015年：ミス・ワールド・ジャパン ファイナリスト (チームワーク賞受賞)

- 2017年：ミス・インターナショナル日本代表選出大会 ファイナリスト
- 2017年：Miss Asia ベストスマイル賞
- 2019年：Miss and Mister STAR Universe グランプリ（世界大会）[5]

## Miss Viviana Japan
2020年、自身が主宰する女性起業家向けのミスコンテスト「Miss Viviana Japan」を設立。

「年齢、身長、婚姻歴、障がいの有無を問わず多様性を重視した審査方針で運営している。

## その他の活動
モデル・タレント活動のほか、ファッションショー、テレビ、ラジオなどにも出演。

### テレビ
- 所さんの目がテン! (2013年、日本テレビ系列) - 出演
- ドキュメンタリー「ファミリーヒストリー」(2013年、NHK総合) - 陳秀麗役
- あのニュースで得する人・損する人(2014年、日本テレビ) - 出演
- ワッチミー!TV×TV レギュラー2クール (2015年4月～9月、BSフジ) - レギュラー出演
- プロバスケ! bjリーグtv (2014年～2016年、BSフジ) - レギュラー出演

### ミス・コンテスト
- ミス・ユニバース・ジャパン 2011東京大会 - ファイナリスト
- 第45回ミス日本九州大会 - ファイナリスト
- GAKUSEIBU 西武沿線練馬駅イメージモデル選手権 - 準グランプリ
- GAKUSEIBU 西武沿線恋ヶ窪駅イメージモデル選手権 - グランプリ
- ワッチミーナ 2015 - ファイナリスト
- ミス・ハニークィーン 2015 - グランプリ
- ミス・ゴルフjr - グランプリ
- ミス・ワールド・ジャパン 2015 - ファイナリスト チームワーク賞
- ヴィダルサスーン ミスエンジェル 2015日本大会 - 準グランプリ
- 2017ミス・インターナショナル日本代表選出大会 - ファイナリスト
- Miss Asia 2017 - ベストスマイル賞 (アジア大会)
- Miss Global Charity Queen 2017 - タレント賞 (世界大会)
- Miss Grand Sea World 2018 - 3位 (世界大会)
- Miss and Mister STAR Universe 2019 - グランプリ (世界大会)
- Miss beauty global 2022 - 3位 (世界大会)

### ファッションショー
- LIONS GIRLS FES 2015 supported by TGC Night
- パリ・コレクション 2023年春夏
- 名古屋コレクション 2024
- HARUKA AYA Collection 2024
- eyesランウェイコレクション 2024

### ラジオ
- 水川美南のいってみーな (2017年～2023年、渋谷クロスfm) - レギュラー出演

### CM
- Artisan&Artist (2018年)

### ナレーション
- 気まぐれ遍路旅 (2025年1月、TBS系列) - メインナレーター
- ゴルフネットワークTecTecTec - ナレーター

### MC
- ミス・エコ・ジャパン 2023
- Terictty Japan
- ピンクリボン医師会ステージ
- 湘南コレクション 2023

### その他
- インフルエンサーイチバン総選挙 2022 9位
- jobtribes ゲームキャラクター